# Copa de la CEI 2006
La Copa de la CEI 2006 es la 14.ª edición de este torneo de fútbol a nivel de clubes organizado por la Unión de Fútbol de Rusia y que contó con la participación de 16 equipos representantes de los países que conformaban la Unión Soviética.
El Neftchi Baku PFK de Azerbaiyán venció al FBK Kaunas de Lituania en la final jugada en Moscú para ser el primer equipo de Azerbaiyán en ganar el torneo.

## Participantes
| Equipo              | Clasificación                                                            | Apariciones |
| ------------------- | ------------------------------------------------------------------------ | ----------- |
| CSKA Moscú          | Campeón de la 2005 Russian Premier League                                | 2           |
| Shakhtar-2 Donetsk  | Equipo filial del FC Shakhtar Donetsk                                    | 3           |
| Shakhtyor Soligorsk | Campeón de la 2005 Belarusian Premier League                             | 1           |
| FBK Kaunas          | 2.º lugar de la 2005 A Lyga                                              | 8           |
| Liepājas Metalurgs  | Campeón de la 2005 Latvian Higher League                                 | 1           |
| TVMK Tallinn        | Campeón de la 2005 Meistriliiga                                          | 1           |
| Sheriff Tiraspol    | Campeón de la 2004–05 Moldovan National Division                         | 5           |
| Dinamo Tbilisi      | Campeón de la 2004–05 Umaglesi Liga                                      | 10          |
| Pyunik Yerevan      | Campeón de la 2005 Armenian Premier League                               | 7           |
| Neftchi Baku        | Campeón de la 2004–05 Azerbaijan Top League                              | 5           |
| Aktobe              | Campeón de la 2005 Kazakhstan Premier League                             | 1           |
| Pakhtakor Tashkent  | Campeón de la 2005 Uzbek League                                          | 5           |
| Vakhsh Qurghonteppa | Campeón de la 2005 Tajik League                                          | 2           |
| HTTU Ashgabat       | Campeón de la 2005 Ýokary Liga                                           | 1           |
| Dordoi-Dynamo Naryn | Campeón de la 2005 Kyrgyzstan League                                     | 2           |
| Rusia U19           | Particpante no oficial, no es elegible para avanzar de la fase de grupos | 7           |

## Fase de grupos

### Grupo A
| Equipo             | J | G | E | P | GF | GC | GD | Pts |
| ------------------ | - | - | - | - | -- | -- | -- | --- |
| CSKA Moscú         | 3 | 3 | 0 | 0 | 6  | 3  | +3 | 9   |
| Pakhtakor Tashkent | 3 | 2 | 0 | 1 | 8  | 5  | +3 | 6   |
| Dinamo Tbilisi     | 3 | 0 | 1 | 2 | 1  | 3  | -2 | 1   |
| TVMK Tallinn       | 3 | 0 | 1 | 2 | 0  | 4  | -4 | 1   |

| 14 de enero de 2006 | Dinamo Tbilisi | 0 – 1 | CSKA Moscú    | Olympic Sport Complex, Moscú                             |                                                          |
|                     |                |       | Kirilenko 74' | Asistencia: 7,000 espectadores Árbitro(s): Romāns Lajuks | Asistencia: 7,000 espectadores Árbitro(s): Romāns Lajuks |

| 14 de enero de 2006 | Pakhtakor Tashkent                        | 3 – 0 | TVMK Tallinn | Dynamo Manage, Moscú                                    |                                                         |
|                     | Tadjiyev 31' · Djeparov 68' · Suyunov 71' |       |              | Asistencia: 150 espectadores Árbitro(s): Ghenadie Orlic | Asistencia: 150 espectadores Árbitro(s): Ghenadie Orlic |

| 15 de enero de 2006 | CSKA Moscú    | 1 – 0 | TVMK Tallinn | Olympic Sport Complex, Moscú                              |                                                           |
|                     | Kirilenko 36' |       |              | Asistencia: 2,000 espectadores Árbitro(s): Ihor Ishchenko | Asistencia: 2,000 espectadores Árbitro(s): Ihor Ishchenko |

| 15 de enero de 2006 | Dinamo Tbilisi | 1 – 2 | Pakhtakor Tashkent        | Dynamo Manage, Moscú                                       |                                                            |
|                     | Bobokhidze 76' |       | Ponomarev 7' · Soliev 61' | Asistencia: 650 espectadores Árbitro(s): Aleksandr Gvardis | Asistencia: 650 espectadores Árbitro(s): Aleksandr Gvardis |

| 17 de enero de 2006 | CSKA Moscú                               | 4 – 3 | Pakhtakor Tashkent          | Olympic Sport Complex, Moscú                                |                                                             |
|                     | Salugin 4' 20' · Taranov 7' · Blokha 78' |       | Tadjiyev 17' 79' (pen.) 82' | Asistencia: 800 espectadores Árbitro(s): Paulius Malžinskas | Asistencia: 800 espectadores Árbitro(s): Paulius Malžinskas |

| 17 de enero de 2006 | TVMK Tallinn | 0 – 0 | Dinamo Tbilisi | Dynamo Manage, Moscú                                       |  |
|                     |              |       |                | Asistencia: 150 espectadores Árbitro(s): Stanislav Sukhina |  |

### Grupo B
| Equipo              | J | G | E | P | GF | GC | GD | Pts |
| ------------------- | - | - | - | - | -- | -- | -- | --- |
| Neftchi Baku        | 3 | 2 | 1 | 0 | 6  | 2  | +4 | 7   |
| Liepājas Metalurgs  | 3 | 2 | 0 | 1 | 6  | 3  | +3 | 6   |
| Aktobe              | 3 | 1 | 1 | 1 | 2  | 4  | -2 | 4   |
| Vakhsh Qurghonteppa | 3 | 0 | 0 | 3 | 1  | 6  | -5 | 0   |

| 14 de enero de 2006 | Liepājas Metalurgs                        | 3 – 0 | Aktobe | Olympic Sport Complex, Moscú                              |                                                           |
|                     | Astrauskas 6' · Karlsons 37' · Grebis 88' |       |        | Asistencia: 700 espectadores Árbitro(s): Aleksei Kulbakov | Asistencia: 700 espectadores Árbitro(s): Aleksei Kulbakov |

| 14 de enero de 2006 | Neftchi Baku                          | 3 – 0 | Vakhsh Qurghonteppa | Dynamo Manage, Moscú                                        |                                                             |
|                     | Subašić 6' · Hacıyev 26' · Mišura 73' |       |                     | Asistencia: 700 espectadores Árbitro(s): Paulius Malžinskas | Asistencia: 700 espectadores Árbitro(s): Paulius Malžinskas |

| 15 de enero de 2006 | Liepājas Metalurgs | 1 – 2 | Neftchi Baku   | Olympic Sport Complex, Moscú                           |                                                        |
|                     | Ivanovs 64' (pen.) |       | Adamia 25' 31' | Asistencia: 1,000 espectadores Árbitro(s): Igor Egorov | Asistencia: 1,000 espectadores Árbitro(s): Igor Egorov |

| 15 de enero de 2006 | Aktobe               | 1 – 0 | Vakhsh Qurghonteppa | Dynamo Manage, Moscú                                   |                                                        |
|                     | Golovskoy 57' (pen.) |       |                     | Asistencia: 400 espectadores Árbitro(s): Mamed Mamedov | Asistencia: 400 espectadores Árbitro(s): Mamed Mamedov |

| 17 de enero de 2006 | Aktobe      | 1 – 1 | Neftchi Baku | Olympic Sport Complex, Moscú                            |                                                         |
|                     | Suchkov 39' |       | Subašić 61'  | Asistencia: 300 espectadores Árbitro(s): Ghenadie Orlic | Asistencia: 300 espectadores Árbitro(s): Ghenadie Orlic |

| 17 de enero de 2006 | Vakhsh Qurghonteppa | 1 – 2 | Liepājas Metalurgs | Dynamo Manage, Moscú                                        |                                                             |
|                     | Khuseynov 79'       |       | Karlsons 63' 90'   | Asistencia: 150 espectadores Árbitro(s): Emil Busurmankulov | Asistencia: 150 espectadores Árbitro(s): Emil Busurmankulov |

### Grupo C
| Equipo              | J | G | E | P | GF | GC | GD  | Pts |
| ------------------- | - | - | - | - | -- | -- | --- | --- |
| Shakhtar-2 Donetsk  | 3 | 2 | 0 | 1 | 8  | 4  | +4  | 6   |
| Sheriff Tiraspol    | 3 | 2 | 0 | 1 | 10 | 3  | +7  | 6   |
| HTTU Ashgabat       | 3 | 2 | 0 | 1 | 4  | 5  | -1  | 6   |
| Dordoi-Dynamo Naryn | 3 | 0 | 0 | 3 | 0  | 10 | -10 | 0   |

| 14 de enero de 2006 | Sheriff Tiraspol                                     | 3 – 2 | Shakhtar-2 Donetsk     | Olympic Sport Complex, Moscú                             |                                                          |
|                     | Epureanu 20' · Florescu 26' · Korotetskyi 53' (a.g.) |       | Fomin 6' · Havrysh 74' | Asistencia: 1,500 espectadores Árbitro(s): Yuri Baskakov | Asistencia: 1,500 espectadores Árbitro(s): Yuri Baskakov |

| 14 de enero de 2006 | HTTU Ashgabat     | 2 – 0 | Dordoi-Dynamo Naryn | Dynamo Manage, Moscú                                          |                                                               |
|                     | Garadanow 62' 81' |       |                     | Asistencia: 300 espectadores Árbitro(s): Sergey Tsaregradskiy | Asistencia: 300 espectadores Árbitro(s): Sergey Tsaregradskiy |

| 15 de enero de 2006 | Shakhtar-2 Donetsk | 1 – 0 | Dordoi-Dynamo Naryn | Olympic Sport Complex, Moscú                             |                                                          |
|                     | Seleznyov 80'      |       |                     | Asistencia: 1,000 espectadores Árbitro(s): Hannes Kaasik | Asistencia: 1,000 espectadores Árbitro(s): Hannes Kaasik |

| 15 de enero de 2006 | Sheriff Tiraspol | 0 – 1 | HTTU Ashgabat | Dynamo Manage, Moscú                                   |                                                        |
|                     |                  |       | Çöliýew 64'   | Asistencia: 500 espectadores Árbitro(s): Fariz Yusifov | Asistencia: 500 espectadores Árbitro(s): Fariz Yusifov |

| 17 de enero de 2006 | HTTU Ashgabat | 1 – 5 | Shakhtar-2 Donetsk                      | Olympic Sport Complex, Moscú                            |                                                         |
|                     | Şamyradow 86' |       | Seleznyov 9' 45' 60' 69' · Pivnenko 13' | Asistencia: 600 espectadores Árbitro(s): Nikolai Ivanov | Asistencia: 600 espectadores Árbitro(s): Nikolai Ivanov |

| 17 de enero de 2006 | Dordoi-Dynamo Naryn | 0 – 7 | Sheriff Tiraspol                                                                 | Dynamo Manage, Moscú                                      |                                                           |
|                     |                     |       | Cociș 2' · Florescu 20' 55' (pen.) · Omotoyossi 23' · Dermé 73' · Kuchuk 79' 89' | Asistencia: 150 espectadores Árbitro(s): Aleksei Kulbakov | Asistencia: 150 espectadores Árbitro(s): Aleksei Kulbakov |

### Grupo D

#### Tabla No Oficial
| Equipo              | J | G | E | P | GF | GC | GD | Pts |
| ------------------- | - | - | - | - | -- | -- | -- | --- |
| Rusia U19           | 3 | 2 | 0 | 1 | 3  | 4  | -1 | 6   |
| FBK Kaunas          | 3 | 1 | 1 | 1 | 4  | 2  | +2 | 4   |
| Shakhtyor Soligorsk | 3 | 1 | 1 | 1 | 4  | 3  | +1 | 4   |
| Pyunik Yerevan      | 3 | 1 | 0 | 2 | 3  | 5  | -2 | 3   |

#### Tabla Oficial
| Equipo              | J | G | E | P | GF | GC | GD | Pts |
| ------------------- | - | - | - | - | -- | -- | -- | --- |
| FBK Kaunas          | 2 | 1 | 1 | 0 | 4  | 1  | +3 | 4   |
| Pyunik Yerevan      | 2 | 1 | 0 | 1 | 2  | 3  | -1 | 3   |
| Shakhtyor Soligorsk | 2 | 0 | 1 | 1 | 1  | 3  | -2 | 1   |

| 14 de enero de 2006 | Pyunik Yerevan | 0 – 3 | FBK Kaunas                                    | Olympic Sport Complex, Moscú                               |                                                            |
|                     |                |       | Pehlić 10' · Pilibaitis 77' · Kšanavičius 79' | Asistencia: 400 espectadores Árbitro(s): Stanislav Sukhina | Asistencia: 400 espectadores Árbitro(s): Stanislav Sukhina |

| 14 de enero de 2006 | Rusia U19 | 0 – 3 | Shakhtyor Soligorsk             | Dynamo Manage, Moscú                                    |                                                         |
|                     |           |       | Klimenka 26' 40' · Bychanok 87' | Asistencia: 400 espectadores Árbitro(s): Nail Lutfullin | Asistencia: 400 espectadores Árbitro(s): Nail Lutfullin |

| 15 de enero de 2006 | Shakhtyor Soligorsk | 0 – 2 | Pyunik Yerevan                       | Olympic Sport Complex, Moscú                           |                                                        |
|                     |                     |       | Mkrtchyan 45' (pen.) · Pachajyan 87' | Asistencia: 300 espectadores Árbitro(s): Igor Zakharov | Asistencia: 300 espectadores Árbitro(s): Igor Zakharov |

| 15 de enero de 2006 | FBK Kaunas | 0 – 1 | Rusia U19    | Dynamo Manage, Moscú                                        |                                                             |
|                     |            |       | Samsonov 35' | Asistencia: 300 espectadores Árbitro(s): Emil Busurmankulov | Asistencia: 300 espectadores Árbitro(s): Emil Busurmankulov |

| 17 de enero de 2006 | Shakhtyor Soligorsk | 1 – 1 | FBK Kaunas   | Olympic Sport Complex, Moscú                           |                                                        |
|                     | Hukayla 90'         |       | Papečkys 45' | Asistencia: 150 espectadores Árbitro(s): Rustam Kholov | Asistencia: 150 espectadores Árbitro(s): Rustam Kholov |

| 17 de enero de 2006 | Russia U19             | 2 – 1 | Pyunik Yerevan | Dynamo Manage, Moscú                                          |                                                               |
|                     | Maksimov 8' (pen.) 66' |       | Aghasyan 30'   | Asistencia: 400 espectadores Árbitro(s): Sergey Tsaregradskiy | Asistencia: 400 espectadores Árbitro(s): Sergey Tsaregradskiy |

## Fase Final

### Cuartos de final
| 18 de enero de 2006 | FBK Kaunas                                             | 1 – 1 (5 – 3 p.)           | Sheriff Tiraspol                      | Olympic Sport Complex, Moscú                             |                                                          |
|                     | Žaliūkas 31'                                           |                            | Kuchuk 3'                             | Asistencia: 1,000 espectadores Árbitro(s): Fariz Yusifov | Asistencia: 1,000 espectadores Árbitro(s): Fariz Yusifov |
|                     |                                                        | Tiros desde el punto penal |                                       |                                                          |                                                          |
|                     | Manchkhava · Velička · Juška · Pilibaitis · Kančelskis |                            | Ionescu · Humenyuk · Florescu · Cociș |                                                          |                                                          |

| 18 de enero de 2006 | Neftchi Baku                        | 0 – 0 (4 – 2 p.)           | Pakhtakor Tashkent                      | Olympic Sport Complex, Moscú                             |  |
|                     |                                     |                            |                                         | Asistencia: 1,000 espectadores Árbitro(s): Yuri Baskakov |  |
|                     |                                     | Tiros desde el punto penal |                                         |                                                          |  |
|                     | Boreț · Subašić · Nabiyev · Hacıyev |                            | Djeparov · Kapadze · Aliqulov · Suyunov |                                                          |  |

| 18 de enero de 2006 | Shakhtar-2 Donetsk | 1 – 3 | Pyunik Yerevan                                          | Olympic Sport Complex, Moscú                             |                                                          |
|                     | Karamushka 88'     |       | Gharabaghtsyan 25' · Nazaryan 56' (pen.) · Sahakyan 90' | Asistencia: 2,000 espectadores Árbitro(s): Romāns Lajuks | Asistencia: 2,000 espectadores Árbitro(s): Romāns Lajuks |

| 18 de enero de 2006 | CSKA Moscú                                      | 3 – 1 | Liepājas Metalurgs | Olympic Sport Complex, Moscú                                |                                                             |
|                     | Franțuz 31' · Salugin 62' · Jemeļins 68' (a.g.) |       | Astrauskas 3'      | Asistencia: 2,000 espectadores Árbitro(s): Karen Nalbandyan | Asistencia: 2,000 espectadores Árbitro(s): Karen Nalbandyan |

### Semifinales
| 20 de enero de 2006 | Neftchi Baku | 3 – 0 (acreditado) | Pyunik Yerevan | Olympic Sport Complex, Moscú |  |
| |              |                    |                | Árbitro(s): Mamed Mamedov    |  |
| El Neftchi le fue acreditada la victoria luego de que el Pyunik se negó a jugar ante un equipo de Azerbaiyán por razones de seguridad relacionadas con el conflicto de Nagorno-Karabakh. |              |                    |                |                              |  |

| 20 de enero de 2006 | CSKA Moscú                                           | 1 – 1 (4 – 5 p.)           | FBK Kaunas                                                     | Olympic Sport Complex, Moscú                            |                                                         |
|                     | Taranov 57'                                          |                            | Juška 9'                                                       | Asistencia: 500 espectadores Árbitro(s): Ihor Ishchenko | Asistencia: 500 espectadores Árbitro(s): Ihor Ishchenko |
|                     |                                                      | Tiros desde el punto penal |                                                                |                                                         |                                                         |
|                     | Taranov · Stepanets · Grigoryev · Vasilyev · Salugin |                            | Rimkevičius · Ivaškevičius · Manchkhava · Poderis · Kančelskis |                                                         |                                                         |

### Final
| 22 de enero de 2006                                                | FBK Kaunas                    | 2 – 4 | Neftchi Baku                                       | Olympic Sport Complex, Moscú                             |                                                          |
|                                                                    | Pacevicius 31' · Zelmikas 41' |       | Nabiyev 34' · Boreț 37' · Subašić 47' · Petrov 57' | Asistencia: 4,000 espectadores Árbitro(s): Romāns Lajuks | Asistencia: 4,000 espectadores Árbitro(s): Romāns Lajuks |
| Neftchi Baku es el primer equipo de Azerbaiyán en ganar el torneo. |                               |       |                                                    |                                                          |                                                          |

## Campeón
| Copa de la CEI 2006        |
| -------------------------- |
| Bandera de Azerbaiyán      |
| Neftchi Baku PFK 1º Título |

## Máximos goleadores
| # | Futbolista         | Equipo             | Goles |
| - | ------------------ | ------------------ | ----- |
| 1 | Yevhen Seleznyov   | Shakhtar Donetsk   | 5     |
| 2 | Zayniddin Tadjiyev | Pakhtakor Tashkent | 4     |
| 3 | Branimir Subašić   | Neftchi Baku       | 3     |
| 3 | Aleksandr Salugin  | CSKA Moscú         | 3     |
| 3 | George Florescu    | Sheriff Tiraspol   | 3     |
| 3 | Aliaksei Kuchuk    | Sheriff Tiraspol   | 3     |
| 3 | Ģirts Karlsons     | Liepājas Metalurgs | 3     |